# Bukit Beruntung
Bukit Beruntung is een stad in de Maleisische deelstaat Selangor.
Bukit Beruntung telt 41.000 inwoners.